# Johann von Brienne

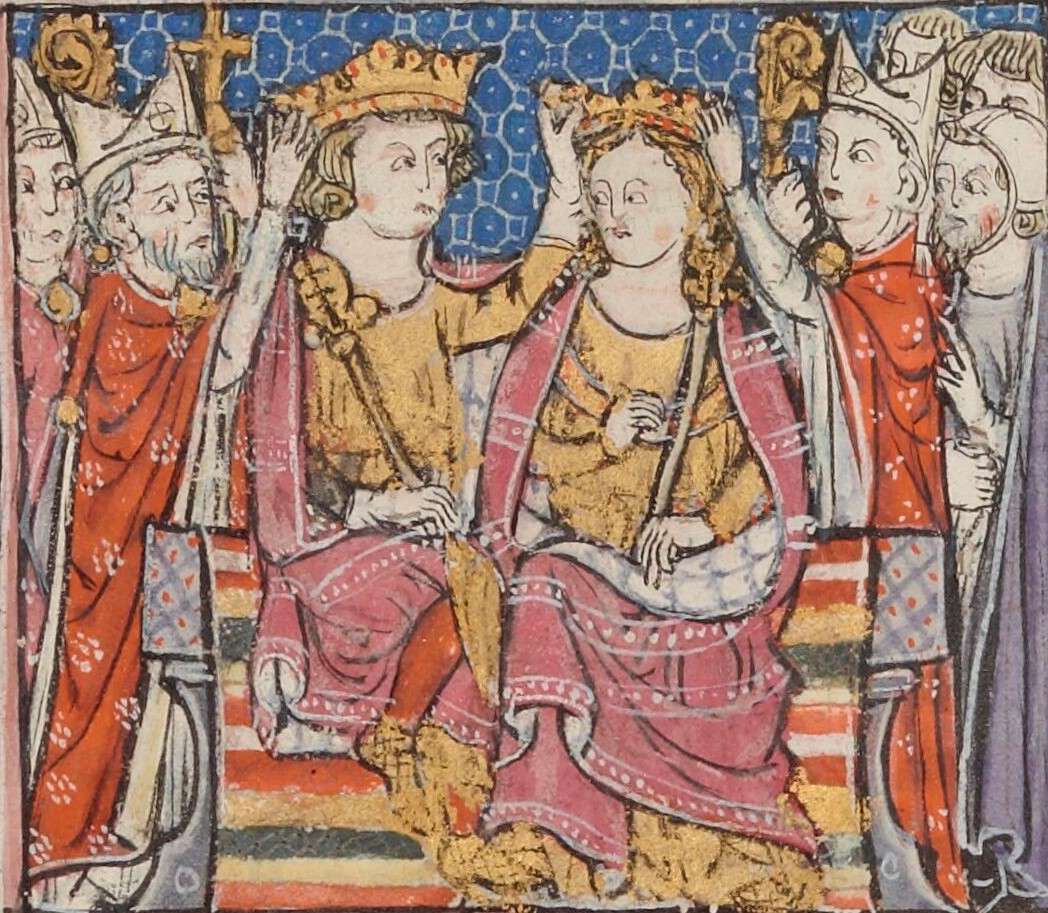
Die Krönung Johanns von Brienne und Marias von Montferrat zu König und Königin von Jerusalem. (Miniatur aus dem 13. Jahrhundert).

Johann von Brienne (französisch Jean de Brienne; * um 1169/74; † 23. März 1237 in Konstantinopel) war französischer Kreuzritter, der als Ehemann der Königin Maria von 1210 bis 1212 als König des Königreichs Jerusalem amtierte. Nach dem Tod seiner Frau führte er für seine unmündige Tochter, Königin Isabella II., von 1212 bis 1225 die Regentschaft. Anschließend wurde er der Schwiegervater des römisch-deutschen Kaisers Friedrich II., mit dem er sich allerdings verfeindete und diesen als Feldherr des Papstes auch bekämpfte. Im Jahr 1231 wurde Johann schließlich zum Kaiser des lateinischen Kaiserreichs von Konstantinopel gewählt, wo er formell mit seinem unmündigen Schwiegersohn Balduin II. eine Co-Herrschaft führte. Er war eine der abenteuerlichsten Figuren der Kreuzfahrerzeit, dessen Reisen ihn durch ganz Europa, Kleinasien, das Heilige Land, Ägypten und nacheinander auf die Throne von Jerusalem und Konstantinopel führten.

## Leben

### Herkunft und frühe Jahre
Johann wurde als jüngster Sohn des Grafen Érard II. von Brienne und der Agnes von Montbéliard geboren. Seine Familie konnte eine lange Kreuzfahrertradition vorweisen. Sein Urgroßvater Graf Érard I. von Brienne hatte schon am ersten Kreuzzug teilgenommen. Sein Vater und sein Onkel Andreas von Brienne kämpften auf dem dritten Kreuzzug. Diesem Vorbild folgend schlug auch Johann ein Leben als Ritter ein, obwohl für ihn als dem jüngsten Grafensohn eine geistliche Laufbahn vorherbestimmt worden sein dürfte. Die kleine Grafschaft Brienne in der Champagne ging an seinen ältesten Bruder Walter III., während er selbst auf kein größeres Erbe hoffen konnte.
Nach der Weltchronik des Burchard von Ursberg begleitete Johann seinen Bruder im Jahr 1200 bis nach Rom. Walter beabsichtigte mit der Unterstützung des Papstes gegen die Regentschaft deutscher Herren und um das Erbe seiner Frau im Königreich Sizilien zu kämpfen. Johann aber schloss sich dem gleichzeitig von Venedig aus startenden vierten Kreuzzug an, der 1204 zur Eroberung von Konstantinopel führte. Von ihm wird aus dem Kreuzzugsverlauf nichts weiter berichtet, aber während er wohl in Griechenland kämpfte, fiel sein Bruder 1205 in Apulien.
Johann trat 1209 erneut als Kreuzritter zu Beginn des Albigenserkreuzzuges auf. In dem Canso de la crozada des Guilhem de Tudèla wird er bei der Belagerung von Béziers genannt. In dieser Zeit hatte er seit dem Tod seines Bruders auch die Verwaltung der Grafschaft Brienne inne, für seinen Neffen Walter IV., der erst 1205 geboren war.

### König von Jerusalem

Die Kreuzfahrerstaaten seit dem Ende des 12. Jahrhunderts.

Im Jahr 1208 entsandte der Haute Cour des Königreichs Jerusalem eine Gesandtschaft an König Philipp II. August mit der Bitte, einen Ehemann für die noch unmündige Königin Maria, die Tochter von Königin Isabella I. und des Konrad von Montferrat, zu bestimmen. Seine Wahl fiel auf Johann von Brienne, welchem er 40.000 Livre in Silber als Morgengabe für die Ehe schenkte. Vermutlich erkannte Philipp II. deshalb in ihm den geeigneten Kandidaten, da Johann über seine Cousins von Montbéliard bereits verwandtschaftlich in Outremer vertreten war. Walter von Montbéliard war einst mit den Brienne-Brüdern nach Italien gezogen, um anschließend in der Levante Karriere zu machen.
Am 13. September des Jahres 1210 erreichte Johann das Königreich Jerusalem, das allerdings tatsächlich nur noch über einen Küstenstreifen gebot, seit Saladin die heilige Stadt Jerusalem 1187 erobert hatte. Der Estoire de Eracles des Ernoul zufolge habe Johann 300 Ritter mit sich geführt, was allerdings als wenig glaubwürdig erachtet wird. Schon am Folgetag, zum Fest der Erhöhung des heiligen Kreuzes am 14. September, heiratete er in der Kirche des heiligen Kreuzes von Akkon die Königin Maria, um mit ihr am 2. Oktober 1210 in Tyrus feierlich gekrönt zu werden. Gemäß geltendem Recht übernahm Johann darauf die Regentschaft im Königreich für seine unmündige Gattin. Um seine Position zu stärken, protegierte er vor allem seine nächste Verwandtschaft. So nahm er den auf Zypern in Ungnade gefallenen Walter von Montbéliard an seinem Hof auf und verheiratete seine Schwägerin Philippa de Champagne mit seinem Cousin Érard von Brienne-Ramerupt, womit er sich allerdings Gegner unter dem alteingesessenen Feudaladel machte.
Eine wichtige Angelegenheit, die Johanns Königtum sofort in Anspruch nahm, war die Vorbereitung eines großen Kreuzzuges zur Rückeroberung Jerusalems. Die Initiative ging vor allem von Papst Innozenz III. aus, für den es ein persönliches Anliegen war und mit dem Johann seit seiner Krönung in Kontakt stand. 1211 entsandte er Walter von Montbéliard mit einer kleinen Aufklärungsexpedition in das Nildelta zur Auskundschaftung geeigneter Landeplätze für einen Angriff auf Kairo. Dies war die dritte Expedition solcher Art, welche die fränkischen Herren Outremers seit Beginn des 13. Jahrhunderts durchgeführt hatten. Ein Angriff auf Kairo als die Hauptresidenz des ägyptisch-syrischen Sultanats der Ayyubiden wurde mittlerweile als die aussichtsreichste Alternative zur Rückgewinnung der heiligen Stadt angesehen.

### Regent von Jerusalem
Im Jahr 1212 starb Königin Maria im Kindbett bei der Geburt ihrer Tochter und der nunmehrigen Königin Isabella II. Johanns Königtum fand damit ein Ende, da er dieses nur dem Namen seiner Frau nach innegehabt hatte, doch als Vater der neuen Königin fiel ihm nun die Vormundschaftsregierung über das Königreich zu. Allerdings brach nun auch der angestaute Unmut mehrerer Barone gegen ihn aus. Die zwei mächtigen Ibelin-Brüder Philipp und „der alte Herr“ Johann zogen nach Zypern, wo sie sehr einflussreich wurden. Auch der junge Balian von Sidon wandte sich von ihm ab, wenngleich dieser einige Jahre später (1218) durch die Ehe mit Johanns Nichte, Marguerite de Reynel, wieder versöhnt werden konnte.
Um Verbündete zu gewinnen und in der Aussicht auf eine neue Krone verheiratete sich Johann 1214 mit der armenischen Prinzessin Stephanie (Rita), der ältesten Tochter und Thronerbin des armenischen Königs von Kilikien Leon II., welcher sich kurz nach der Hochzeit persönlich mit Johann in Akkon traf. Damit geriet er allerdings in weitere Konflikte mit seinen fränkischen Nachbarn, besonders mit dem Fürsten Bohemund IV. von Antiochia, der sich in Erbstreitigkeiten mit den Armeniern befand. Im Sommer 1216 nutzte Leon II. die Abwesenheit des Fürsten Bohemund IV., um Antiochia am Orontes zu besetzen und um dort seinen Vetter Raimund Ruben als Fürsten einzusetzen. Johann schaltete sich nicht in den Konflikt ein, aber es war vor allem der Autorität des Papstes zu verdanken, dass sich die Lage nicht zu einem regelrechten Krieg der Franken Outremers untereinander entwickelte. Dem bereits 1215 auf dem vierten Laterankonzil beschlossenen Kreuzzug musste alles andere untergeordnet werden.

### Kreuzzug von Damiette
Im Sommer 1217 trafen der König Andreas II. von Ungarn und der Herzog Leopold VI. von Österreich mit ihren Kreuzfahrerkontingenten in Akkon ein. Neben ihnen schlossen sich auch König Hugo I. von Zypern und Bohemund IV. von Antiochia dem Heer an. Erste Kämpfe gegen die Ayyubiden wurden in Palästina geführt, die allerdings erfolglos verliefen. Weder konnte das sarazenische Heer gestellt noch die strategisch bedeutende Burg auf dem Berg Tabor erobert werden. Zudem traten Spannungen in der Einheit unter den Kreuzfahrern auf, die sich an der Frage des Oberbefehls entzündet hatten, den Johann als König-Regent von Jerusalem für sich als selbstverständlich reklamierte. Dies führte so weit, dass die Könige Andreas und Hugo im Frühjahr 1218 ihre Teilnahme beendeten und die Heimreise antraten, was einen herben Verlust an Personal mit sich zog. Zumindest aber verblieb die Mehrheit der zypriotischen Ritterschaft beim Heer, dessen unumstrittener Anführer nun Johann war.

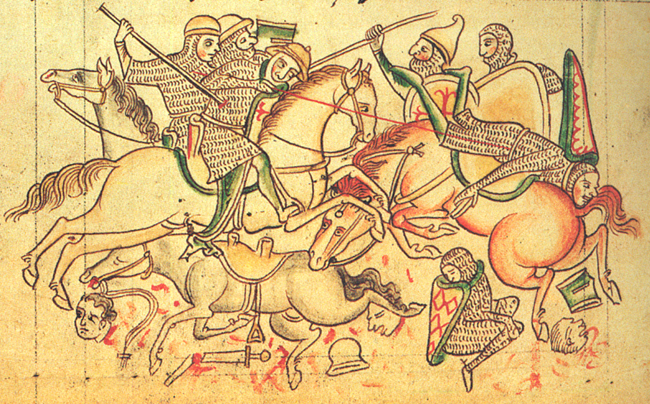
Kreuzritter im Kampf gegen die Sarazenen vor Damiette, 1218. Darstellung aus der Chronica majora des Matthäus Paris, Mitte 13. Jahrhundert.

Nachdem im Mai 1218 niederländische und lothringische Ritter unter dem Grafen von Holland in Akkon eingetroffen waren, entschied sich Johann zum Angriff auf Ägypten. Am 24. Mai setzte er Segel und erreichte die am 27. Mai die Küste vor Damiette, deren Belagerung er sofort aufnahm. Am 6. Juni zog Sultan al-Adil I. Abu Bakr (Saphadin) mit seinem Heer heran und lagerte südlich von Damiette. Johann gelang es zwei Angriffe der Sarazenen auf das christliche Lager abzuwehren. Im Oktober wurden die Christen durch ein italienisches Kontingent aus Genua verstärkt. Ende August gelang es ihnen, den Kettenturm von Damiette zu erobern, mit dem der Hafen der Stadt abriegelt werden konnte. Nur wenige Tage darauf starb der Sultan, worauf sich die Ayyubiden durch dynastieinterne Machtkämpfe zerstritten.
Im Frühjahr 1219 traf der apostolische Legat Pelagius von Albano im Lager der Kreuzfahrer ein, mit dem Johann sofort in einen Streit um den militärischen Oberbefehl geriet. Um den eigenen Führungsanspruch zu untermauern, ließ Johann sogar Münzen in Damiette mit eigenem Namen prägen. Somit aber schwächten die Christen ihre eigene Position gegenüber Sultan al-Kamil, welcher sich angesichts des Machtkampfes mit seinen Brüdern verhandlungsbereit zeigte und sogar die Übergabe Jerusalems für einen Abzug der Franken aus Damiette anbot. Während Johann und die Barone Outremers bereit waren, dieses Angebot anzunehmen, schlugen Pelagius und die ihn unterstützenden europäischen Ritter jede Verhandlungen mit den Ungläubigen aus und bestanden auf eine Fortführung des Kampfes. Am 5. November 1219 konnte Damiette schließlich vollständig eingenommen werden.
Trotz des Erfolges konnte unter den Christen keine Einigkeit hergestellt werden. Im Februar 1220 erreichte ein Brief von Papst Honorius III. Damiette, in dem er seinem Legaten die vollste Entscheidungsgewalt zuerkannte, in der Voraussicht, den zu erwartenden Erfolg des Kreuzzuges der Kirche anrechnen zu können. Darauf verließ Johann am 19. März die Kreuzfahrer und kehrte nach Akkon zurück, wo er mit anderen Problemen konfrontiert war. Im April 1220 starb seine Frau Stephanie von Armenien, Gerüchten zufolge, weil Johann sie mit eigenen Händen totgeschlagen hatte, weil sie ein Attentat auf seine Tochter, die Königin Isabella II., geplant habe, um ihren eigenen Sohn auf den Thron zu setzen. Dieser selbst starb nur kurz darauf, worauf dem Haus Brienne die Anwartschaft auf die Krone der Armenier verloren ging. Auch König Leon II. starb noch im selben Jahr, worauf ihm seine zweite Tochter Isabella auf den Thron folgte. Danach musste Johann die Abwehr der Angriffe des syrischen Sultans al-Muʿazzam, dem Bruder al-Kamils, organisieren. Dieser hatte die Abwesenheit der fränkischen Barone in Damiette genutzt, um ihre Besitzungen zu erobern. Bis zum November 1220 gelang es, ihm al-Muʿazzam von Akkon und Château Pèlerin zurückzuschlagen, nur das besetzte Caesarea Maritima konnte er nicht befreien.
Im November 1220 wurde in Rom der junge Stauferherrscher Friedrich II. zum neuen römischen Kaiser gekrönt, der darauf ein Kreuzzugsgelübde ablegte und erste Vorauskommandos von Sizilien aus nach Damiette entsandte. Mit dem persönlichen Eingreifen des Kaisers verbanden die Kreuzfahrer, die sich bis dahin noch nicht aus Damiette herausgewagt hatten, den endgültigen Sieg über die Sarazenen. Unterdessen wurde ihr Heer durch zuziehende französische Ritter verstärkt und im Mai 1221 erreichte der Herzog von Bayern mit einem größeren Kontingent den Ort des Geschehens. Darauf kehrte auch Johann im Juli 1221 wieder nach Damiette zurück, aufgrund einer persönlichen Bitte des Legaten Pelagius. Erneut stritten beide um die Annahme des Friedensangebotes des Sultans, doch letztlich konnte sich Pelagius mit der Unterstützung des Herzogs von Bayern, welcher gekommen war, um zu kämpfen, durchsetzen.
Am 17. Juli setzte sich das Heer in Richtung Kairo in Marsch, auf den Kaiser wurde nicht mehr gewartet, da dieser mehrfach seinen Kreuzzug verschoben hatte. In der Nähe von al-Mansura, inmitten des verästelten Systems der Nilarme, geriet das Heer aber in eine Falle der Sarazenen. Sultan al-Kamil hatte das alljährlich einsetzende Nilhochwasser genutzt und die Deiche zerstören lassen, wodurch das Aufmarschgebiet der Kreuzfahrer überschwemmt wurde. Eingeschlossen von Sumpf und Morast und bedrängt von den Kriegern des Sultans, der von seinen Brüdern verstärkt wurde, hatten die Ritter keine andere Chance als sich zu ergeben. Trotz einer jahrelangen intensiven Vorbereitung endete der Kreuzzug nach drei Jahren in einem Desaster, mit einem hohen Verlust an Mensch und Material als Resultat. Als Preis ihres freien Abzuges mussten die Franken am 8. September 1221 Damiette an den Sultan aushändigen. Außer einen achtjährigen Waffenstillstand konnte kein einziger Erfolg erzielt werden, die Rückeroberung Jerusalems lag ferner den je.

### Schwiegervater und Feind des Kaisers

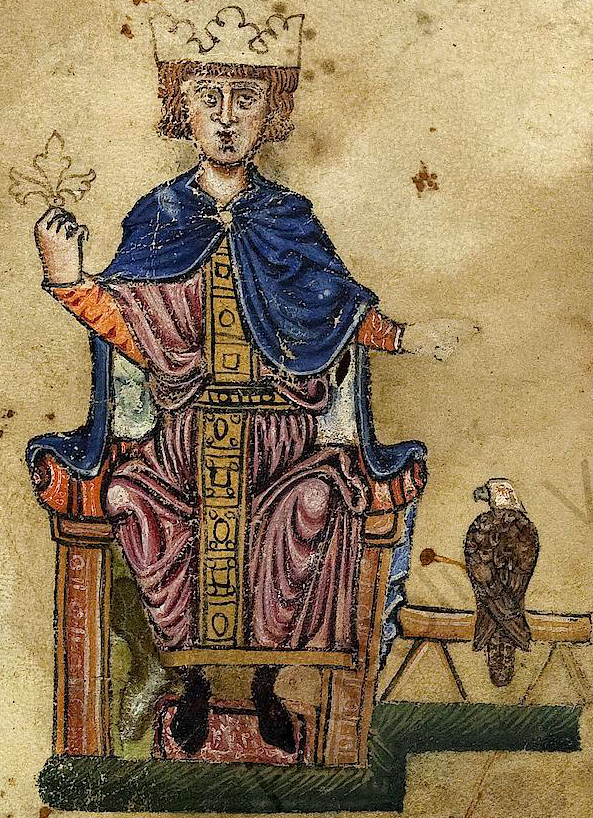
Der Schwiegersohn Johanns von Brienne, Friedrich II. mit seinem Falken. Aus seinem Buch De arte venandi cum avibus („Über die Kunst mit Vögeln zu jagen“), Süditalien zwischen 1258 und 1266. Città del Vaticano, Vatikanische Apostolische Bibliothek (Cod. Pal. Lat. 1071, fol. 1v)

Nachdem Johann im folgenden Jahr die Verteidigungsbereitschaft des Jerusalemer Reststaates wiederhergestellt hatte, beabsichtigte er persönlich, nach Italien zu reisen, um dort mit Papst Honorius III. und Kaiser Friedrich II. über einen neuen Kreuzzug zu verhandeln. Obwohl nicht von ihm beabsichtigt, sollte er nie wieder in das christliche Outremer zurückkehren; zu seinem Stellvertreter ernannte er seinen Vetter Odo von Montbéliard. Im März 1223 kamen in Ferentino der König-Regent von Jerusalem, der Kaiser und der Papst zusammen und man wurde sich darin einig, dass so bald wie möglich ein neuer großer Kreuzzug in den Orient geführt werden sollte. Der Papst ließ dafür in Deutschland, Frankreich und England predigen, und der Kaiser verpflichtete sich, als dessen Anführer im Juni 1225 in See zu stechen. Um zusätzlich seinen ernsthaften Willen zu untermauern, verlobte sich Kaiser Friedrich II. mit Königin Isabella II., womit seine persönlichen Interessen auch untrennbar mit Outremer verbunden werden sollten.
Um für den Kreuzzug zu werben, bereiste Johann persönlich die Höfe Europas. Aber schon in England stieß er auf weitgehendes Desinteresse, denn König Heinrich III. befand sich in andauernden Machtkämpfen mit den eigenen Baronen. In Paris traf Johann auf den sterbenden Philipp II. August und auch dessen Sohn, Ludwig VIII., zeigte kein Interesse, persönlich ins heilige Land zu ziehen. Von Frankreich war lediglich eine finanzielle Unterstützung zu erwarten. Nach diesen Misserfolgen machte sich Johann zu einer Pilgerfahrt nach Santiago de Compostela auf. Auch von König Ferdinand III. von Kastilien-Léon erhielt er keine Zusage für den Kreuzzug, dafür aber heiratete er 1224 in Toledo dessen zwanzigjährige Schwester Berengaria. Nach einem weiteren längeren Aufenthalt in Frankreich war Johann im Mai 1225 wieder in Kalabrien, wo er sich erneut mit Friedrich II. traf. Aufgrund der geringen Resonanz kamen beide überein, dass der Kreuzzug verschoben werden sollte. Dazu sollte sich Johann mit dem Großmeister der Deutschritter, Hermann von Salza, und dem Patriarchen von Jerusalem, Gerold, beim Papst um einen Aufschub des kaiserlichen Gelübdes einsetzen. Darin erfolgreich verhandelnd wurde mit dem August 1227 ein neuer Starttermin für den Kreuzzug festgelegt.
Im August 1225 ließ sich Friedrich II. per Ferntrauung mit der in Akkon weilenden Königin Isabella II. verheiraten. Sein Admiral Heinrich von Malta hatte ihn dort vertreten. Er brachte auch sogleich die Königin nach Brindisi, wo sich der Kaiser am 9. November mit seiner Braut trauen ließ. Von Rechts wegen war nun Friedrich II. im Namen seiner Frau König von Jerusalem, verbunden mit dem Anspruch auf die Regentschaft; die anwesenden Barone Outremers huldigten ihm auch umgehend als ihren neuen Regenten. Offenbar aber hatte sich Johann den Erhalt seiner Regentschaft in Akkon erhofft, möglicherweise aufgrund einer Zusage des kaiserlichen Beraters Hermann von Salza, da er davon ausging, dass der Kaiser nach Beendigung des Kreuzzuges nach Europa zurückkehren werde. Der aber hatte die Absicht, die Regierung in Akkon eigenen Vertrauensleuten zu übergeben, worüber nun Johann mit seinem Schwiegersohn in einen erbitterten Streit geriet, bei dem es auch zu einem beleidigenden Wortwechsel gekommen sein soll. Laut Salimbene von Parma habe dabei Johann seinen Schwiegersohn als einen „fi de becer“ (Sohn eines Metzgers) bezeichnet, in Anspielung auf die Gerüchte rund um dessen Geburt in Jesi. Unmittelbar darauf setzte sich Johann in das Patrimonium Petri an die Seite des Papstes ab, mit dem der Kaiser seit einiger Zeit in einem unterschwelligen Konflikt verbunden war.

### Feldhauptmann des Papstes
1226 zog Friedrich nach Norditalien, um dort seine Herrschaftsrechte gegen den lombardischen Städtebund geltend zu machen. Die Lombarden waren traditionell antikaiserlich eingestellt und damit auch ganz im Einvernehmen mit dem Papst, welcher eine starke Kaisermacht in Italien grundsätzlich ablehnte, besonders seit die Stauferkaiser auch im Königreich Sizilien herrschten und so den Kirchenstaat umklammerten. Im Dienste des Papstes wirkte Johann nun bei den Lombarden gegen seinen Schwiegersohn, und das mit Erfolg. So gelang es ihm, im Sommer 1226 Faenza zu einem Beitritt in den Lombardenbund zu bewegen. Dem Kaiser gelang es nicht, die Lombarden unter seine Botmäßigkeit zurückzubringen, womit vor allem dessen Verbindung nach Deutschland unterbrochen wurde.
Am 18. März 1227 verstarb Papst Honorius III. und bereits am folgenden Tag wurde mit Gregor IX. ein Nachfolger gewählt. Unterdessen geriet der Kaiser wegen des Kreuzzuges in Verzug. Nachdem Anfang September der Landgraf von Thüringen verstorben war, entschloss sich Friedrich II. für eine weitere Verzögerung seiner Abreise und entsandte lediglich einige Vorauskommandos unter dem Herzog von Limburg und Hermann von Salza nach Akkon. Dieses Mal aber erhielt er keine Nachsicht seitens des Papstes und wurde am 29. September 1227 exkommuniziert. Im März 1228 wiederholte der Papst seinen Bannspruch und drohte, die Herrschaft Friedrichs II. im Königreich Sizilien zu beenden. Am 5. Mai starb Königin Isabella II. nach der Geburt ihres einzigen Kindes, des späteren Königs Konrad IV. Mit dem Tod seiner Tochter verlor Johann endgültig jede Rechtsgrundlage für seinen Herrschaftsanspruch im Königreich Jerusalem. Am 28. Juli stach der Kaiser trotz seiner Bannung mit seiner Kreuzzugsflotte in See in Richtung heiliges Land (siehe: Kreuzzug Friedrichs II.).
Die Abwesenheit des Kaisers nutzte der Papst sogleich, um gegen ihn in Unteritalien vorzugehen. Am 31. Juli 1228 entband er dort alle Untertanen von ihrem Treueid zu ihm, was einer faktischen Absetzung gleichkam. Zugleich begannen die Kämpfe gegen des Kaisers Statthalter. Johann amtierte bereits seit Dezember 1227 als Gubernator des Papstes im Norden des Kirchenstaates und wurde nun zum Befehlshaber eines Heeres päpstlicher Söldner ernannt, welche aufgrund ihres Banners auch „Schlüsselsoldaten“ genannt wurden. Mit ihnen zog Johann zunächst in die Mark Ancona, um Herzog Rainald von Spoleto zu vertreiben, der dort zuvor eingefallen war. Zeitgleich drang ein weiteres päpstliches Heer unter der Führung von Johanns einstigem Gegner Pelagius von Albano in das Königreich Sizilien vor. Im April 1229 beendete der Kaiser seinen Kreuzzug; er hatte Jerusalem per Vertrag für die Christenheit zurückgewonnen und trat seine Heimreise an. Johann konnte zeitgleich Rainald von Spoleto in Sulmona einschließen und einige Küstenorte Apuliens besetzen, um eine Anlandung seines Schwiegersohnes zu verhindern. Trotzdem löste die Nachricht von der Rückkehr des Kaisers Panik in der päpstlichen Partei aus. Auf Befehl des Pelagius musste Johann die Belagerung Sulmonas abbrechen und stattdessen die Festung Caiazzo bei Capua belagern. Doch auf die Nachricht vom Herannahen des Kaisers hin musste er sich im September 1229 auch von Caiazzo zurückziehen und sich nach Norden in den Kirchenstaat absetzen. Friedrich II. konnte letztlich über seine Gegner siegen und sich im Vertrag von San Germano (9. Juli 1230) einstweilen wieder mit dem Papst versöhnen.

### Kaiser von Konstantinopel

Wappen des Lateinischen Kaiserreichs

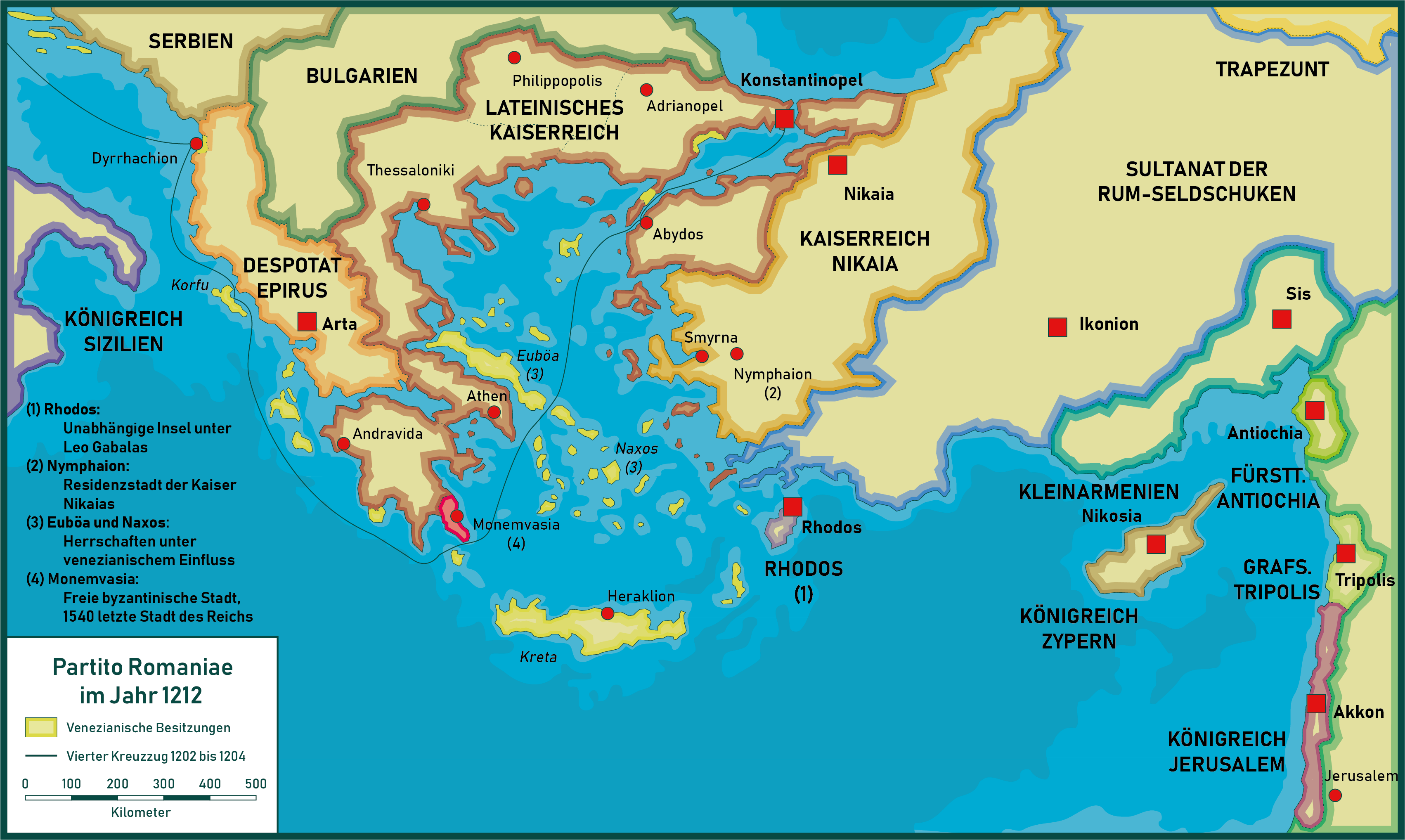
Lateinisches Kaiserreich 1212

Bereits zu Jahresbeginn 1229 wurde Johann auf Vermittlung des Papstes von den Baronen des lateinischen Kaiserreichs von Konstantinopel, das er einst als Kreuzfahrer fünfundzwanzig Jahre zuvor mitbegründet hatte, zu ihrem Prokurator gewählt, was etwa der Stellung eines Mitkaisers bedeutete. Im Jahr zuvor war dort Kaiser Robert gestorben, auf den der unmündige Kaiser Balduin II. gefolgt war. Johann hatte im April 1229 mit den Abgesandten der lateinischen Barone in Perugia über die Art seiner Herrschaft in Konstantinopel verhandelt und dabei seine Erhebung zum Kaiser ausgehandelt. Im Gedenken an seine Erfahrungen mit seinem Schwiegersohn bezüglich des Königreichs Jerusalem setzte er weiterhin durch, dass er bis zu seinem Lebensende in dieser Würde verbleiben sollte, auch nachdem Balduin II. mündig geworden wäre. Um diese Herrschaftsteilung dynastisch zu festigen, wurde Balduin am 9. April 1231 mit Maria von Brienne, Johanns damals sechsjähriger Tochter aus dritter Ehe, verlobt, die er wahrscheinlich im Jahreszeitraum 1235/36 heiratete.
Im März 1230 siegten die Bulgaren unter Iwan Assen II. in der Schlacht von Klokotniza gegen den griechischen Despoten von Thessalonike und unterwarfen somit große Teile von Thrakien, Makedonien und Albanien. Damit geriet auch das lateinische Kaiserreich in unmittelbare Gefahr, da es sich ausschließlich auf die Stadt Konstantinopel samt Umland beschränkte. Während es von Europa her nun von den Bulgaren bedrängt wurde, musste es sich gegenüber Kleinasien gegen den byzantinischen Exilkaiser Johannes III. Dukas Vatatzes behaupten, welcher eine Rückeroberung Konstantinopels anstrebte.
Erst nachdem Johann seine letzten Kämpfe gegen seinen verhassten Schwiegersohn Friedrich II. beendet hatte, konnte er nach Konstantinopel aufbrechen. Er führte 500 Ritter und 5000 Infanteristen mit sich, die der Papst finanziert hatte. Im Herbst 1231 wurde er in der Hagia Sophia zum Kaiser gekrönt. Sofort ging er daran, die schier hoffnungslose Lage der Stadt zu verbessern. Er versicherte sich des militärischen Beistandes von Venedig durch weitgehende Handelsprivilegien, wenngleich er damit Genua an die Seite von Vatatzes trieb. 1233 führte er einen Feldzug gegen das Kaiserreich Nikaia, der allerdings keine Erfolge erzielte. 1235 ging Vatatzes ein formelles Bündnis mit Iwan Assen II. ein und setzte nach Europa über, wo er das venezianische Gallipoli nach blutigem Kampf und die Festung Chorlu eroberte. Zugleich wurde Konstantinopel von der byzantinischen Flotte zur See abgeriegelt und Iwan Assen II. marschierte mit seinen Bulgaren vor die Mauern der Stadt, die Johann mit nicht mehr als 160 Rittern verteidigte. Während der fortdauernden Belagerung gelang es Johann, seine Gegner mit diplomatischen Mitteln zu entzweien. Iwan Assen II. konnte davon überzeugt werden, dass ein schwaches lateinisches Konstantinopel ihm ein besserer Nachbar wäre als ein starkes byzantinisches. Daraufhin gab er die Belagerung auf und zog sich auf den Balkan zurück. Die byzantinische Flotte vor dem goldenen Horn wurde anschließend von einer venezianischen Flotte und Schiffen des Fürsten Gottfried II. von Achaia in die Flucht geschlagen, Johannes Vatatzes musste sich nach Kleinasien zurückziehen.
Die Rettung des lateinischen Konstantinopels wurde an den Höfen der westlichen Fürsten als eine Heldentat vernommen. Von dem flämischen Dichter Philippe Mouskes wurde Johann deswegen, wenn auch übertrieben, mit Ajax, Hektor, Roland, Ogier dem Dänen und Judas Makkabäus verglichen.

### Tod

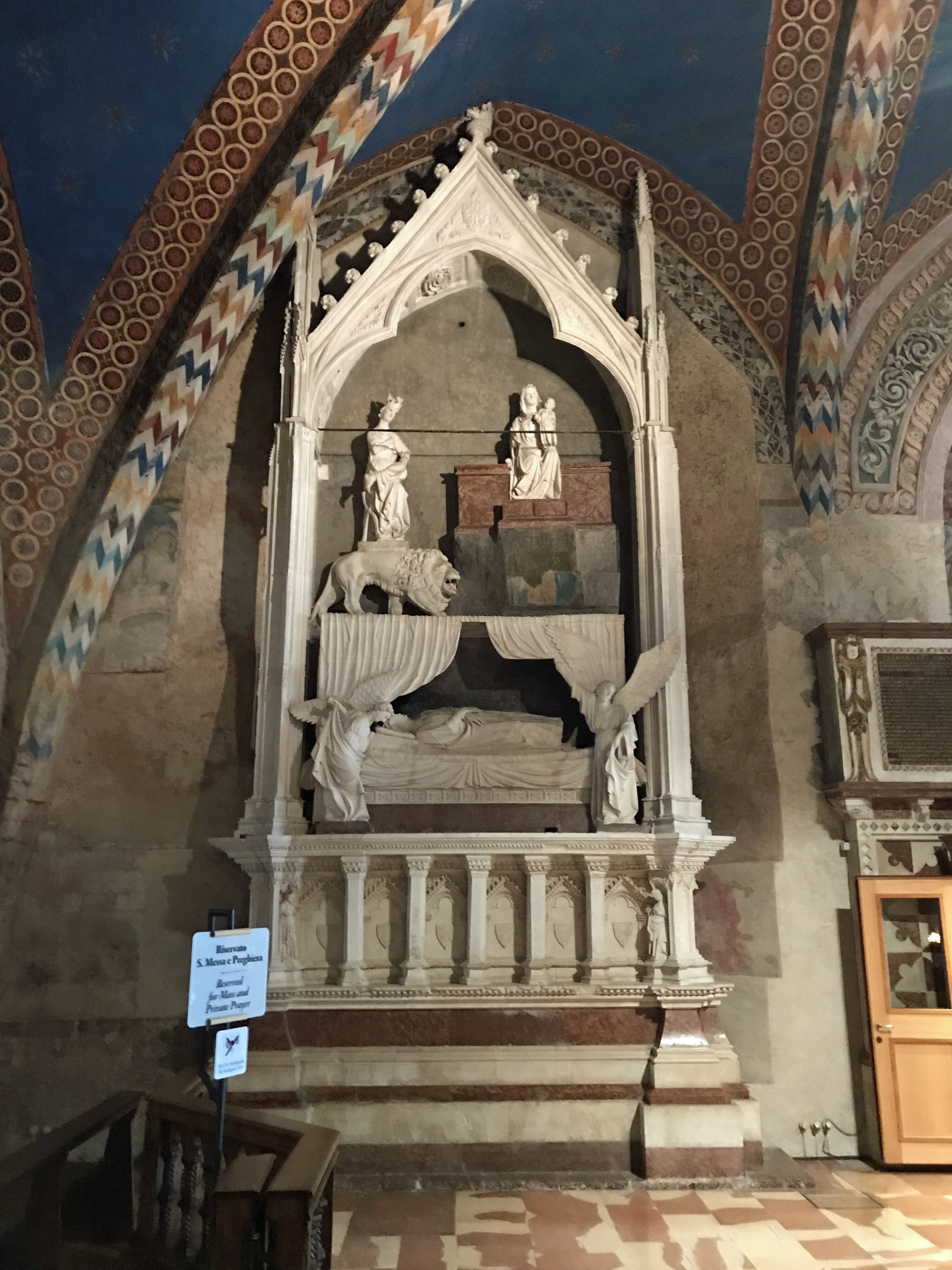
Grabmal von Johann von Brienne in der Unterkirche der Basilika San Francesco in Assisi.

Johann von Brienne starb nach einem abenteuerlichen Leben am 27. März 1237 in Konstantinopel. Auf dem Sterbebett trat er noch dem dritten Orden der Franziskaner bei. Zu diesem jungen Bettelorden stand er bereits seit dessen Gründertagen in Verbindung. Während des Kreuzzuges von Damiette hatte er im April 1219 den Hl. Franziskus persönlich kennengelernt und diesen im Februar 1220 ein zweites Mal getroffen. Franziskus hatte sich dem Kreuzzug angeschlossen, um den Sultan zu bekehren. Auch bei der Heiligsprechung des Franziskus im Jahre 1228 durch Papst Gregor IX. war Johann zugegen.
In der Unterkirche der Basilika San Francesco in Assisi, der Grablegungskirche des Hl. Franziskus, befindet sich an der Ostwand des ersten Langhausjoches ein prunkvolles gotisches Grabmonument, das aufgrund der Wappen am Sarkophag einem lateinischen Kaiser von Konstantinopel als Ruhestätte dient. Die jüngere kunstgeschichtliche Forschung ist sich darüber einig, dass es sich dabei um Johann von Brienne handelt. Man geht davon aus, dass Graf Walter VI. von Brienne das Grabmal in der ersten Hälfte des 14. Jahrhunderts für seinen Ururgroßonkel errichten ließ. Der mit kleinen Säulen und Statuetten geschmückte Sarkophag ist vorne und an beiden Seiten mit acht Wappen des Lateinischen Kaiserreiches verziert. Oberhalb des Sarkophags ist der Kaiser zweimal dargestellt: Verstorben als Gisant im Castrum doloris sowie lebend unter dem Baldachin auf einem Löwen stehend. Auch wenn das Grabmal nicht von Anfang an als Kenotaph geplant worden sein dürfte, bestehen Zweifel daran, dass die sterblichen Reste des in Konstantinopel verstorbenen Kaisers tatsächlich nach Assisi umgebettet wurden.

## Ehen und Nachkommen
Johann von Brienne heiratete dreimal. Von seiner ersten Frau, Maria von Montferrat († 1212), hatte er eine Tochter:
- Isabella II. (* 1212; † 1228), Königin von Jerusalem.

Mit seiner zweiten Frau, Stephanie von Armenien († 1220), hatte er einen Sohn, der jung starb:
- Johann (* 1216; † 1220).

Von seiner dritten Frau, Berengaria von León († 12. April 1237), hatte er vier Kinder:
- Alfons von Akkon († 1270), der Marie d’Issoudun, Gräfin von Eu, heiratete und als Ehemann Graf von Eu wurde, darüber hinaus Großkämmerer von Frankreich;
- Johann von Akkon (1227–1296), der 1258 Großmundschenk von Frankreich wurde;
- Ludwig von Akkon († 1297), der Agnes von Beaumont heiratete und als ihr Ehemann Vizegraf von Beaumont wurde;
- Maria (1225–1275), ⚭ 1235/36 mit Kaiser Balduin II. von Konstantinopel.

Johanns dritte Ehefrau starb nur wenige Wochen nach ihm. Die Nachkommen ihres ältesten Sohnes Alfons waren als Grafen von Eu noch für mehrere Generationen im französischen Hochadel vertreten. Über den jüngeren Sohn Ludwig hatte er auch Nachkommen, sowohl in Frankreich als auch in England (Lords Beaumont).